# Степ-Ф

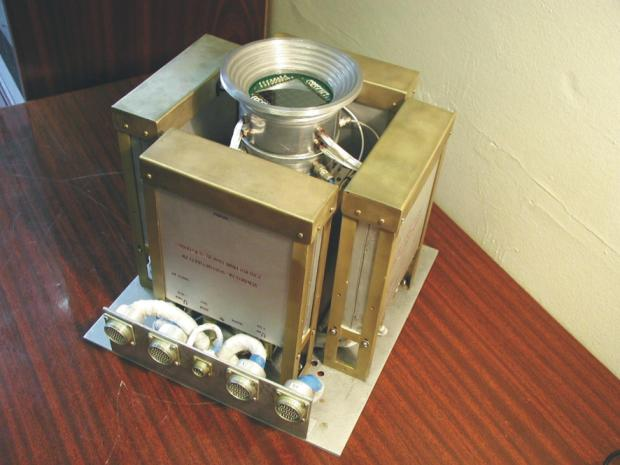
Прилад СТЕП-Ф

«Степ-Ф» — супутниковий телескоп електронів і протонів, призначений для дослідження динаміки радіаційних поясів Землі під час сонячної та магнітосферної активності, розміщений на космічному апараті Коронас-Фотон. Прилад був виведений на орбіту Землі в складі КА 30 січня 2009 і вперше включений 19 лютого 2009.

## Розробник
- Харківський національний університет імені В. Н. Каразіна, Україна
- Науковий керівник — Олексій Дудник

## Наукові завдання експерименту
- Дослідження динаміки енергетичних спектрів та пітч-кутових розподілів високоенергійних електронів і протонів радіаційних поясів Землі під час магнітосферних бур і суббурі, у результаті впливу високошвидкісних потоків сонячного вітру на магнітосферу Землі.
- Дослідження хвильових процесів і динаміки високоенергетичних часток у магнітосфері Землі.

## Цілі експерименту
- Визначення висот переважного впливу електричної та магнітної компонент флуктуацій магнітного поля Землі на процес радіальної дифузії частинок радіаційних поясів.
- Визначення залежності показника статичного спектру в пітч-кутових розподілах висипання електронів від величин Dst, Kp і AU-індексів, що характеризують магнітуду магнітосферної бурі на різних широтах.
- Пошук кореляційних взаємозв'язків між радіосплесками на різних частотах, які реєструються на рівні поверхні Землі на середніх широтах, і сонячної, магнітосферної, і іоносферної активності.
- Дослідження природи мікросплесків енергійних електронів під зовнішнім радіаційним поясом Землі.
- Вивчення взаємозв'язку потоків захоплених і висипання частинок магнітосферного походження з протонними спалахами на Сонці і сонячними космічними променями.
- Перевірка гіпотези про генетичний зв'язок потоків висипання енергійних електронів з радіаційних поясів Землі і механізму генерації ВЧ радіосплесків.

## Основні характеристики і склад приладу
Прилад дозволяє реєструвати потоки:
- електронів у діапазоні енергій 0,4 — 14,3 МеВ,
- протонів у діапазоні енергій 9,8 — 61,0 МеВ,
- альфа-частинок у діапазоні енергій 37,0 — 246,0 МеВ.

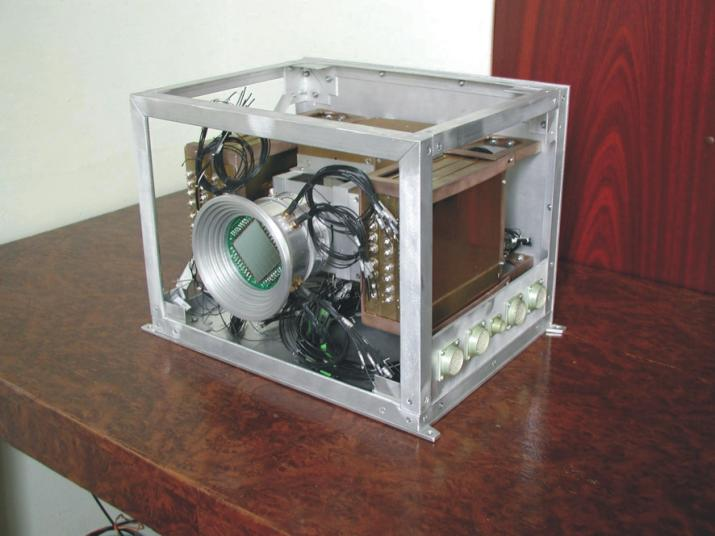
Прилад СТЕП-Ф

Прилад складається з блоку детекторів Степ-ФД, встановлюваного поза герметичним відсіком космічного апарата, і блоку обробки цифрової інформації степ-ФЭ. Блок детекторів (мал.) містить у собі два ідентичних кремнієвих позиційно-чутливих матричних детектора, кожен розміром 45×45 мм і товщиною 350 мкм, і два сцинтиляційних детектора на базі кристалів CsI (Tl), що переглядаються фотодіода великої площі. Поле зору телескопа становить 97x97 °. Розмір кожного з 36 квадратних елементів матриці на півпростору-водніковом детекторі становить 7,3 x7, 3 мм, що дозволяє отримати середню кутове дозволу-шення в загальному полі зору телескопа близько 8 °. Ефективні площі кожного з півпростору-воднікових детекторів — 20 см2, сцинтиляційних кристалічних детекторів — 36 і 49 см2. Геометричний фактор приладу становить 20 см2 • стер. Маса приладу Степ-Ф становить близько 16 кг.
Прилад Степ-Ф в нормальному режимі роботи після його включення працює не безперервно протягом усього періоду активного існування КА. Інформація видається в ССРНІ через кожні 30 секунд і містить у собі дані про потоки електронів, протонів і альфа-частинок в 12 енергетичних діапазонах по кожному сорту частинок в загальному вугіллі зору приладу, що дорівнює 970 x 970. Мінімальна тимчасова розподільча здатність даних становить 2 секунди з метою вивчення тонкої структури часової динаміки потоків часток з високою щільністю під час проходження КА через радіаційні пояси і приполярні області.
Прилад визначає напрямок приходу кожного з 3-х сортів часток, які пройшли через як мінімум 2 перших детектора. Ця інформація надходить з тимчасовим дозволом 2 секунди, що дозволяє, зокрема визначати межі проникнення сонячних космічних променів середніх енергій в магнітосферу Землі в приполярних областях, а також визначати динаміку наповнення радіаційних поясів електронами і протонами з міжпланетного простору.